# 田中有紀美
田中 有紀美（たなか ゆきみ、1977年4月7日 - ）は、日本の女優・シンガーソングライター。ショートフィルムやPVの監督としても活動。東京都出身。堀越高等学校卒業。愛称はゆきどん。趣味は掃除・文通・料理・無添加化粧品。

## 略歴
1993年、不二家「レモンスカッシュ」のCMで芸能界デビュー。同年10月、女性アイドルグループ・Melodyのメンバーとして歌手デビュー（1997年解散）。1995年5月、主演映画「嵐の季節」公開。1998年1月、「あなたの涙の場所になりたい」でソロ歌手デビュー。
2001年頃、芸能界を一時引退。歯科医院に勤務する。2004年3月、映画・テレビドラマ・CM等の芸能活動を再開。
2006年8月、初監督作品ショートフィルム「自転車どろぼう」公開。2008年5月、1stアルバム「潤恋花ーじゅんれんかー」リリース。MySpace公開。2010年9月、映画『TENBATSU』の主題歌「愛染 -aizen-」配信リリース。2012年6月、HONDA広告「ピクトムーブ」に出演。2013年4月、オフィシャルサイト「タナカユキミインフォ」公開。2016年3月26日、10年前に出会い、約1年間の交際を経てベーシストの森口翔太と結婚。2020年4月2日、第2子男児を出産。

## エピソード
- 1993年、事務所のスタッフに海老名サービスエリアで目撃され、そのまま追いかけられ自宅前でスカウトされる。
- デビューシングル「あなたの涙の場所になりたい」は、田中の書いた詩を基に、個人的にも交流のあった作詞家・大森祥子が担当している。編曲はムーンライダーズの白井良明。PV撮影はタイのプーケットで行われた。
- 2000年頃、事務所を移籍し牧原菜美と芸名を変え活動（後に田中有紀美に戻す）。
- 2005年より、ライヴ活動を精力的に行う。多数のライヴ出演を経験する中、2008年には全曲を作詞作曲したアルバム『潤恋花ーじゅんれんかー』をリリース。2009年にはiTunes Storeでの配信も始めた。
- 2005年10月、ブログ「もしもし田中有紀美です。」開始（後に「寝相はいいです。」にタイトル変更。現在は「寝相はいいと思ってます。」）。田中の人柄がうかがえる、ほのぼのとした日常が頻繁に綴られている。
- ブログで公開したエピソードが基になり、ショートフィルム「自転車どろぼう」を製作。監督・田中を慕って、カメラマン・金谷宏二（『スワロウテイル』）、録音・鶴巻仁（『ALWAYS 三丁目の夕日』）などのスタッフ、友情出演で河相我聞、坂田聡などが集結した。
- 2009年7月、ニッポン放送携帯サイト『オールナイトニッポンモバイル』のオープニングテーマ「Citylights Samba」に（feat.コーラス田中有紀美）として参加している。
- 2010年3月、田中の企画によるアコースティック・ライヴ『田中珈琲店』が渋谷SONGLINESにてスタート。第1杯目のライヴにはサガユウキが迎えられた。現在も定期的に開店している。
- 2016年放送のじっくり聞いタロウ〜スター近況（秘）報告〜のはねだえりかの不仲だったメンバーとそのファンから嫌がらせを受けていたことの暴露に対して「今日は、朝起きてある人のニュースみて驚いた。いやいや、真実違うでしょ。なのに、、、、どうなのよ。。呆れた。ひどいなぁ」とツイートした。はねだの名前を出しているファンのリプライにもはっきり反応しており、ファンや他のメンバーに迷惑をかけるような発言を非難した。[2]

### 人物像
- 2001年、歯科医院に勤務。女優業の復帰を勧められるも、辞めるタイミングを逃すほど真面目に働いていたため、結果3年半ほどの月日が経っていた。勤務中は抜歯の工程が興味深かったと語っている。
- 趣味のひとつである文通が、小学4年生の頃から現在も続いている。
- 特技は、右手4拍子・左手3拍子、エレクトーン。
- 幼い頃の夢は「エレクトーンの先生になること」で、指導員資格も遠くない腕前を持つまでになった。現在は主に電子ピアノで作曲をしている。
- 中学生の頃は友人とribbon・CoCo・Winkの振り真似をして遊んでいた。ribbonの楽曲を歌い踊る際、田中は松野有里巳を担当。また、ラジオから流れてきた声に惹かれ田中陽子のCDも買い揃えていた。
- 好きな花はガーベラ。好きな食べ物はホタテ。好きなブランドはマリー・クヮント。愛用している化粧品はWASSER。
- デビュー当時から、役者としての目標を「息の長い女優さんになること」としている。好きな女優は、永作博美。
- 好きな映画に『ALWAYS 三丁目の夕日』、笑いすぎて元気になるDVDとして三谷幸喜作・演出の舞台「Bad News Good Timing」を挙げている。

## 出演
Melodyとしての出演は同項目も参照のこと。

### ドラマ
- もう涙は見せない（1993年、フジテレビ系列）
- 逸見政孝物語（1993年、フジテレビ系列）
- 世にも奇妙な物語「心の声が聞こえる」（1994年、フジテレビ系列）
- 私、味方です（1995年、TBS系列）
- ジューンブライド（1995年、TBS系列）- 加茂恵 役
- ハートにS「星のファンタズム」「パラレルラブ」（1995年、フジテレビ系列）
- VIRGIN DRIVE「右折ができない」（1995年、日本テレビ系列）
- 奇跡のロマンス（1996年、日本テレビ系列）
- 木曜の怪談「MMR未確認飛行物体」（1996年、フジテレビ系列）
- 闇のパープル・アイ（1996年、テレビ朝日系列）
- 妊娠ですよ2（1996年、フジテレビ系列）
- 土曜ワイド劇場「私を信じて!」（1997年、テレビ朝日系列）
- 神様、もう少しだけ（1998年、フジテレビ系列）
- ハッピーマニア（1998年、フジテレビ系列）
- せつない「アルバイト」（1998年、テレビ朝日系列）
- はみだし刑事情熱系3 第2話「強奪された花嫁! 二人の父の哀しい秘密」（1998年、テレビ朝日系列）
- ソムリエ（1998年、フジテレビ系列）
- 土曜ワイド劇場「車椅子の弁護士・水島威6」（1999年、テレビ朝日系列）
- 家族になろうよ!（1999年、TBS系列）
- 金曜エンタテイメント「安岡課長の殺人会議」（1999年9月、フジテレビ） - 難波恵理 役
- 一週間賃貸集合住宅物語(2005年、NETCINEMA.TV)
- ケータイ刑事 銭形雷ファーストシリーズ 第5話「小学生検事VS銭形雷 ～大学教授殺人事件」（2006年、BS-i）
- ケータイ刑事 銭形雷セカンドシリーズ 第2話「完璧な偶然! ～ノブヒロさん殺人事件」（2006年、BS-i）
- 恋する日曜日ニュータイプ 第5話「ばあちゃんを救え」（2006年、BS-i） - 中園有紀役
- ケータイ刑事 銭形海サードシリーズ 第4話「松山刑事、最大の危機!〜会社社長誘拐殺人事件」（2008年、BS-i） - 鯨岡真理子役 他

### 映画
- 嵐の季節（1995年） - ゆうばり国際ファンタスティック映画祭・あおもり映画祭招待作品
- 死霊波（2005年） - 葉山陽一郎監督作品
- KAZUMA≒AMUZAK ～アムザック～（2005年、ネットシネマ.TV） - 山形映画祭出品作品
- ハヴァ、ナイスデー「世界でいちばん身体にいいこと」（2005年） - 短篇.jp
- パッチギ! LOVE&PEACE（2007年） - 井筒和幸監督作品
- 自転車どろぼう（2007年） - 田中有紀美監督脚本作品
- 傘どろぼう（2007年） - 田中有紀美監督脚本作品
- カフェ代官山 II 〜夢の続き〜（2008年） - 武正晴監督作品
- TENBATSU（2010年） - 田中善之監督作品

### 舞台
- スタンド・バイ・ミー（1997年） - ホリー役

### WEBドラマ
- 即興戯作倶楽部（2005年）
- 一週間賃貸集合住宅物語（2005年）
- 世界でいちばん身体にいいこと（2006年）

### テレビ
- Rooms（1994年、フジテレビ系列）
- アイドルオンステージ（1995年 - 1996年、BS2） - 準レギュラー
- クイズ世界はSHOW by ショーバイ!!（1995年 - 1996年、日本テレビ系列）
- 所様はタコ（1996年、テレビ朝日系列） - レギュラー
- 夕食ばんざい（1996年、フジテレビ）
- ウンナンの気分は上々（1996年、TBS）
- 愛に恋（1997年、フジテレビ）
- BSマンガ夜話（1998年、BS2） - 司会アシスタント
- 迷宮美術館（2007年、NHK）
- Indeis A-GO-GO（2008年、TOKYO MX）
- 夢の扉 〜NEXT DOOR〜（2008年、TBS）
- オンナノコノライブ（2009年、スカパー731）他

### ラジオ
- ゲルゲットショッキングセンター（1996年 - 1998年、ニッポン放送）
- Melody Music Party（1996年 - 1997年、ニッポン放送）
- お笑いエレキ合戦（1998年、ニッポン放送） - 司会アシスタント
- 中野英雄おやじでいこう!（2006年、ラジオ日本）
- Meine Meinung Moonbow cafe（2009年、FM844）
- KATSUMI & ユメルの jump to the90's（2010年、調布エフエム 他）
- 岡村洋一のシネマストリート（2010年、かわさきFM）
- 濱田のり子ノリノリたいむ!（2011年、岐阜放送）
- 河相我聞グッディライフ（2011年、山梨放送 他）
- 鈴木康博メインストリートをつっ走れ（2011年、RKB毎日放送 他）
- 後藤麻衣の心配ないさぁ〜!!（2012年、RFラジオ日本）他

### インターネット
- 映画好きすぎ!（2011年、Ustream）
- Oil in Life（2013年、Ustream）他

### CM
- 不二家「レモンスカッシュ」（1993年）
- JR「青春18きっぷ」（1994年）
- 消防庁「消防団啓発ポスター」（1997年）
- デュプロ（2004年 - 2007年）
- HONDA「ピクトムーブ」（2012年）

### 雑誌（表紙）
グラビアだけの登場は省略。Melodyとしての表紙登場は同項目も参照のこと。
- ヤングチャンピオン（1994年）
- ヤングマガジン（1995年、1996年）
- フライデー（1995年）
- スコラ（1995年）
- ゲームオン!（1995年）
- 週刊ポスト（1995年）
- 週刊朝日（1995年）
- サンデー毎日（1995年）
- 少年マガジン（1996年）
- 週刊プレイボーイ（1996年）
- DIME（1996年）
- GATIN（1996年）
- ヤングテイオー（1996年）他

## リリース作品
Melodyとしての作品は同項目も参照のこと。

### アルバム
1. 「潤恋花」（2008年5月28日）FUNGO RECORDS／e-music（ダイキサウンド）
  - 全8曲 作詞作曲：田中有紀美

### シングル
1. 「あなたの涙の場所になりたい」（1998年1月21日）ポニーキャニオン
  - 作詞：大森祥子／作曲：上田ケンジ／編曲：白井良明

### 配信シングル
1. 「手紙 -tkyng remix-」（2009年7月25日）FUNGO RECORDS Mobile
  - 作詞作曲：田中有紀美／編曲：高柳央（tkyng）
2. 「愛染 -aizen-」（2010年9月1日）FUNGO Records
  - 映画「TENBATSU」主題歌
  - 作詞作曲：田中有紀美 ＋ 井手コウジ／編曲：鈴木雅也
3. 「春、うらら」（2013年4月10日）SAZANAMI RECORDS
  - 作詞作曲：井手コウジ／編曲：鈴木雅也
4. 「田中珈琲店のテーマ」（2013年12月2日）ykm Entertainment
  - 作詞作曲：田中有紀美／編曲：井手コウジ
  - 「田中珈琲店のテーマ ─ライブ風─」VersionではMelodyの若杉南とのライブMCの一部が収録されている。
5. 「フレンズ・アゲイン」（2014年5月9日）ykm Entertainment
  - 作詞作曲：田中有紀美＋ 鈴木雅也／編曲：鈴木雅也

### コーラス参加
1. 「Citylights Samba」井手コウジ（2009年7月15日）
  - オールナイトニッポンモバイルOPテーマ
2. 「一番好きなあなたへ」シジマサウンズ（2010年7月7日）サザナミレーベル
  - アルバム「クラチック」収録曲
3. 「絆 -平賀version-」平賀和人（2011年7月30日）
  - 湯口中学校の歌

### ビデオ・DVD
1. 「My Wish」（1998年3月18日）ポニーキャニオン
  - PV集「あなたの涙の場所になりたい」を含む全5曲
2. 「TANPEN」（2007年2月23日）
  - 映画「自転車どろぼう」収録
3. 「神様の言うとおり〜短篇jpルーキーズ第1弾〜」（2007年11月23日）AMURO
  - 映画「傘どろぼう」収録

### 写真集
1. 旅少女（1996年12月2日　撮影:荒木経惟）光文社
  - 9人の登場人物の1人として。

## 関連人物
- 中野英雄、河相我聞 - 監督したショートフィルムに友情出演。
- Hamber、style-3! 、Oddity - ライヴ活動をサポート。
- 井手コウジ
- 大森祥子 - 作詞家
- 凛
- KaNNa、松たか子、山口リエ、ともさかりえ - 堀越高等学校在学時の友人。